# Luis Ulloa
Luis de Ulloa Cisneros (Lima, Perú, 27 de setembre de 1869 — Barcelona, 9 de febrer de 1936) fou un historiador peruà especialista en temes colombins que va ser el primer a defensar la catalanitat de Cristòfor Colom.

## Biografia[2]
Luís de Ulloa pertanyia a una família de classe mitjana i potser per això comença als 18 anys estudis d'Enginyeria de Construccions Civil i Mines, que acaba el 1889. Però en realitat Ulloa no se sentia atret per aquesta professió i aviat comença a formar-se de manera autodidacta en el camp de la història fins a arribar a assolir cert reconeixement. Va ser aleshores que el govern peruà, que aleshores mantenia un litigi amb Bolívia i l'Equador a propòsit de llurs fronteres, l'envià a Europa amb l'objecte de recollir informació documental que havia de servir com a prova en el conflicte. Ulloa elaborà una reconstrucció històrica del Virregnat del Perú amb l'objecte d'obtenir proves útils per a la investigació, que realitzà en col·laboració amb Manuel Maúrtua, i que durà uns quants anys. L'any 1900 fou cridat al Perú i la seva investigació s'utilitzà en el judici que sobre aquest afer va tenir lloc a l'Argentina el 1909.
El 1904 es convertí en membre de la Sociedad Geográfica de Lima i el 1905 tornà a Perú i començà a col·laborar en diferents diaris, entre els quals destaca El Liberal, del qual va ser director. També per eixa època va ingressar a l'Institut Històric del Perú i el 1914 va ser elegit com a director de la Biblioteca Nacional de Perú. Va ser també a partir d'aquest any que Ulloa, com a periodista, desenvolupà una tasca crítica respecte de la dictadura encoberta d'Óscar Benavides. Arran d'això Ulloa, que inicialment era liberal, entrà en contacte amb moviments sindicals i el Comitè de Propaganda Socialista. La seua creixent implicació el portà a proposar la constitució d'un partit socialista, que, per mancança de conscienciació de les masses obreres i d'acord entre els promotors, no quallà.
El 1919 Ulloa fou seleccionat per fer nous estudis a Europa i tingué accés als arxius de l'Estat Francès i de l'Estat Espanyol. Va ser aleshores que passà molt de temps a l'Arxiu de Simancas i recopilà molts documents relacionats amb l'època colombina que constituïxen la col·lecció Bolivar Ulloa que hi ha a l'Arxiu Central del Perú.
El 1935 Ulloa començà a trobar-se malament, però no pogué tornar a Perú com desitjava a causa de la situació política, fins que el 10 de febrer de 1936 va patir un infart i va morir. Va rebre sepultura al cementiri de Les Corts i al seu enterrament acudiren representants de la Generalitat i de l'Ajuntament de Barcelona.

## Descobriment del Colom català

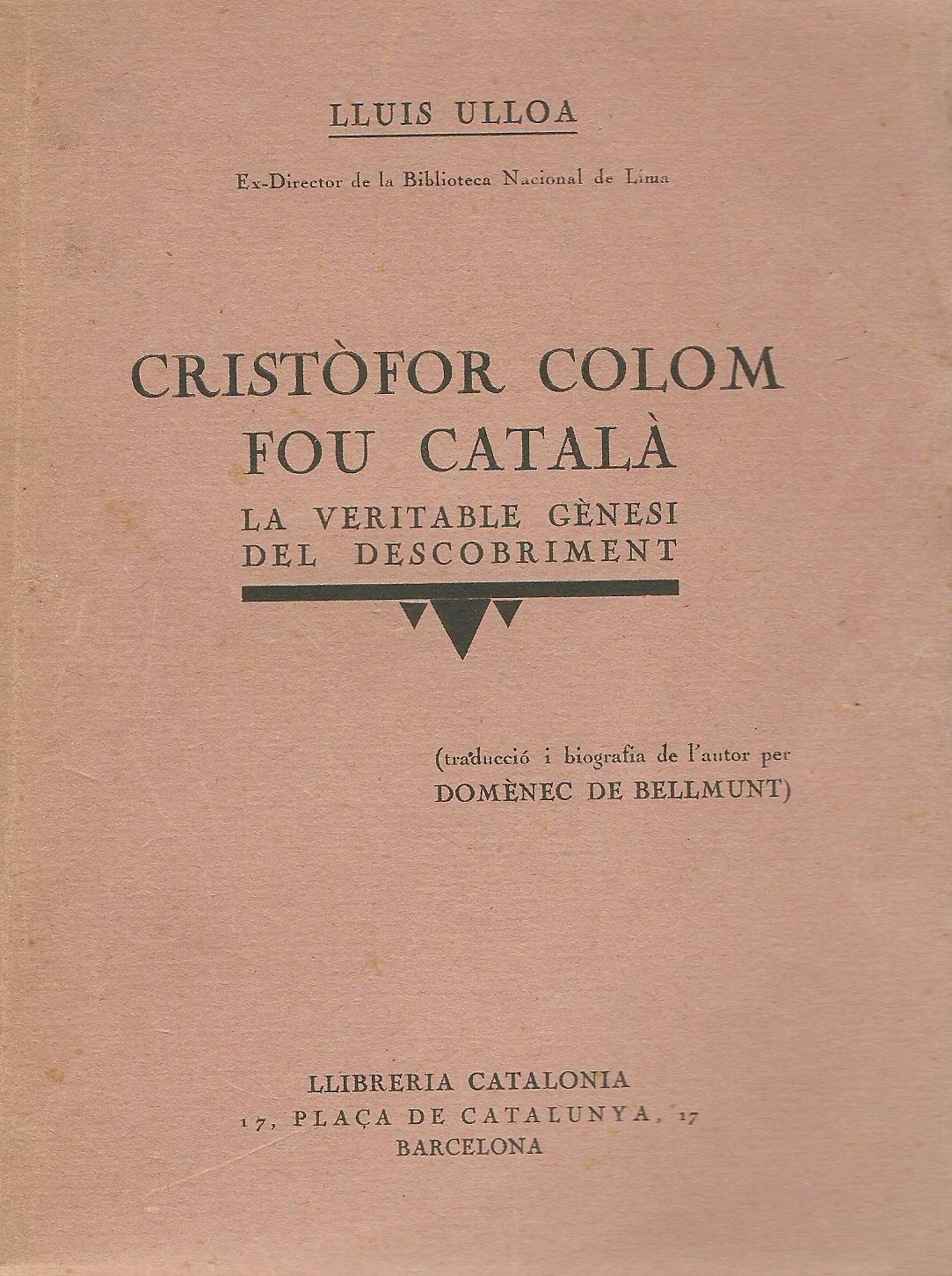
Llibre publicat a l'any 1927 reivindicant la catalanitat de Colom

En un principi Ulloa s'interessà per la tesi de Celso García de la Riega o del Colon gallec, atès que el seu cognom era d'aquesta nacionalitat. Però, per a sorpresa seva, va topar amb el Colom català.
Ulloa fonamenta la seva tesi en les següents deduccions:
- El cognom donat al descobridor mentre va estar a Espanya fou Colom, amb "m" final.
- Els catalanismes observats en la carta a Santàngel.
- L'heràldica colombina
- La tradició entre els historiadors catalans dels segles XVII i XVIII d'acreditar la catalanitat de la descoberta i fins i tot l'origen català a Colom.

La impugnació de la pàtria genovesa de Colom està basada en el fet que no sabés escriure italià després d'haver viscut 24 anys a Gènova, en afirmacions que va fer Colom que no concorden amb la biografia del llaner genovès i en deduccions del plet del Mayorazgo.
Les seves investigacions el van portar a afirmar que Colom era un corsari català i que la Corona d'Aragó havia tingut un paper molt més important en la descoberta del que es pensava aleshores. Comparant diferents documents de l'època, Ulloa demostrà que Colom no tenia cap relació amb els Colombo italians. Per Ulloa la primera data històrica és la relacionada amb el corsari i almirall francès Guillaume Casenove-Coullon, on és denominat Coullon el Jove per distingir-lo de Guillem. Aquest corsari Jean Coullon, segons els cronistes francesos, és per Ulloa un català, Joan Colom, que serví a les ordres de Renat d'Anjou, duc de Provença, i cap de la revolució catalana contra Joan II d'Aragó i Donya Joana. Com que les guerres encapçalades pel d'Anjou acabaren vers el 1472, aquests fets són per Ulloa "una tesi mortal" per als genovistes, car el Cristoforo Colombo exercia el seu ofici de llaner a Gènova en aquelles dates.
Fruit d'aquesta recerca, va publicar el 1927 el llibre Cristòfor Colom, català, i degut a la seva bona acollida per la societat catalana, profunditzà la seva tesi en un segon llibre, Noves proves de la catalanitat de Colom.
En tenir notícies d'aquest investigador, la Universitat de Barcelona el va convidar en diferents ocasions a pronunciar conferències, entre les quals destaca la pronunciada el 9 d'abril de 1930 titulada La nacionalitat de Colom. Arran d'aquests contactes, Ulloa va rebre el suport i el mecenatge del nacionalisme i de la burgesia catalana. De fet, s'instal·là a Barcelona i començà a col·laborar en diferents diaris de l'època. Mort a la ciutat, és enterrat al Cementiri de les Corts, i en 2014 s'hi aixecà una estela en homenatge seu.

## L'obra d'Ulloa i la seua influència
Les idees de Ulloa van rebre un immediat suport molt ampli que no es va limitar al nacionalisme i la burgesia. Així, durant la Segona República, els llibres escolars començaren a fer-se ressò de les teories d'Ulloa i de l'engany que havien patit els catalans respecte de la seua història. No obstant això, la posterior caiguda en desgràcia de la Segona República, va propiciar que la catalanitat de Cristòfor Colom caiguera en l'oblit. Recentment, però, Jordi Bilbeny ha recuperat aquesta teoria, tot i el fort rebuig acadèmic que suscita, i n'ha aportat noves dades. També, el 2006, el Museu d'Història de Catalunya el va declarar any de Colom i va retre un homenatge a Luis Ulloa amb una sèrie de conferències.

## Opinió vers els documents colombins
Segons Ulloa, "Cal anar amb molta cura... la major part dels textos colombins han arribat a nosaltres desfigurats per transcripcions infidels, per impressions poc escrupoloses, o per traduccions de traduccions". Especialment critica amb l'obra de Martín Fernández de Navarrete, i sobre Bartolomé de las Casas diu que ha "corregit els documents que transcriu".

## Obra
- Ulloa, Luis. Colomb, Catalan. La vraie genèse de la découverte de l'Amerique, 1927.
- Ulloa, Lluís. Cristòfor Colom fou català: La veritable gènesi del descobriment.  Barcelona: Llibreria Catalònia, 1927.ISBN 84-85031-62-8
- Ulloa, Lluís. Noves proves de la catalanitat de Colom: Les grans falsetats de la tesi genovesa.  París: Llibreria Oriental-Americana, 1927.